# Football suédois
Ne doit pas être confondu avec Football en Suède.
Le football suédois (en suédois : Svensk fotboll) était une forme du football pratiqué en Suède entre les années 1870 et le début des années 1890. Les règles du football suédois étaient un mélange des règles du football et de celle du rugby football.

## Historique
Le football suédois est inspiré du football anglais, toutefois lorsque les jeux de balles furent introduits en Suède dans les années 1870, les règles des différentes variantes du football adoptées environ 10 ans plus tôt en Angleterre s'étaient égarées en chemin, et plus aucune distinction n'existait entre ces dernières. Ceci créa une large confusion, certains jouant avec une balle ronde, d'autre avec une balle ovale. L'une des premières mentions faite en Suède sur le football est un article publié dans le Göteborgs-Posten, le 24 mai 1874. Il était indiqué qu'une nouvelle société de gymnastique avait été fondée à Göteborg et que celle-ci avait joué « un peu de jeu de football, qui semble être d'une nature très animée ». L'année suivante, le Göteborgs Bollklubb est fondé, et ce dernier compte le football parmi les sports qu'il propose.
En 1880, la première mouture des règles du football suédois est publiée dans le livre Fria Lekar. Anvisning till skolans tjenst par Lars Mauritz Törngren. Ce dernier s'était rendu en Angleterre pour étudier les sports et rendait compte de son expérience dans le livre. Il avait mal compris -ou ignorait- les règles qui avaient été adoptées presque 20 ans plus tôt et ses règles étaient un mélange entre celles du football et du rugby football, « un juste milieu » comme il le déclarait. Ces règles étaient compliquées à comprendre et leur usage ne se généralisa pas. Au lieu de cela, cinq ans plus tard en 1885, le Göteborgs BK et les principaux clubs de Stockholm (le Stockholms Bollklubb fut fondé en 1879) et de Visby (Visby Bollklubb) se réunirent et établirent une liste de règles qui allaient régir le football suédois pendant les années qui suivirent. 
Le premier match de football tel que nous le connaissons qui fut joué sur le sol suédois eut lieu à Malmö le 12 octobre 1890 lorsque le Kjøbenhavns Boldklub se déplaça en ville et que deux de ces équipes y jouèrent un match d'exhibition. Mais c'est à Göteborg que le football moderne prit son véritable envol. C'est en effet là bas que fut joué le 22 mai 1892, le premier match opposant deux équipes suédoises : Örgryte IS et l'IS Lyckans Soldater, deux des clubs de la ville. Vers 1895, le football avait détrôné sa variante suédoise, notamment grâce à l'aide des travailleurs immigrés anglais, écossais et australiens qui introduisirent les règles modernes sur leurs lieux de travail.

## Les règles
Les règles du football suédois étaient très similaires à celles du football moderne avec toutefois deux exceptions significatives :
- les joueurs étaient autorisés à attraper le ballon avec les mains et à courir brièvement avec, avant de le relâcher pour tirer dedans ;
- les buts n'avaient pas de barre transversale.

Les règles édictées par Lars Mauritz Törngren étaient au nombre de 10 :

1. Un but est inscrit par un coup de pied dans la balle ou lorsque la balle est relâchée des mains [Pour ne pas être surpris, un gardien est positionné devant le but. Il peut, après demande du capitaine, être changé pendant le match.] ou un tir qui envoie le ballon entre les poteaux de buts. Parfois il est demandé que le ballon passe au-delà d'une certaine hauteur pour que le but soit validé. 

2. Les limites de l'aire de jeu doivent être tracées au sol. Lorsque la balle sort de cette aire, tout compétiteur peut la frapper de manière perpendiculaire à l'intérieur du terrain à partir de l'endroit où cette dernière est sortie. 

3. Un joueur qui est derrière la balle, c'est-à-dire plus proche du but adverse que de ses coéquipiers au moment où il frappe la balle, est hors-jeu et ne doit pas participer sauf à être en accord avec la règle suivante.

4. Un joueur qui, en selon la règle précédente, est hors-jeu, n'est pas autorisé à frapper la balle ou empêcher quelqu'un de le faire jusqu'à ce qu'un joueur de l'équipe adverse ait touché le ballon. Après quoi, il est de nouveau autoriser à participer au jeu comme avant. 

5. Un joueur qui tient honnêtement le ballon, que ce soit en l'ayant attrapé ou après un rebond, peut continuer à courir un peu avec dans l'intention de se créer une occasion de frapper la balle au pied après l'avoir relâchée ou d'un coup de pied de dégagement. 

6. Chaque joueur de l'équipe adverse peut utiliser des moyens licites pour empêcher le porteur de la balle de tirer ou d'effectuer un coup de pied de dégagement. 

7. Prendre ou tenir quelqu'un n'est en aucun cas autorisé durant quelque moment que ce soit d'un match. 

8. Frapper, donner un coup de pied ou faire un croche pied n'est pas autorisé. 

9. Au début du match les capitaines des deux camps devront s'accorder sur la durée du match.

10. Arrivé au terme de la durée convenue, indépendamment de la phase de jeu en cours, l'un des capitaines devra crier « Fin du match », et le jeu s'arrêter immédiatement.